# Vanessa Z. Schneider
Vanessa Z. Schneider (en japonés: ヴァネッサ・Z・シュナイダー) es un personaje del videojuego P.N.03 de Capcom de 2003. Una mercenaria que trabaja en el espacio, tiene la tarea de destruir robots enloquecidos, utilizando un traje de alta tecnología que le permite disparar ráfagas de energía desde sus manos. Al final del juego, se da cuenta de que es un clon. Creada por el director del juego Shinji Mikami, Vanessa fue diseñada para ser sexy con énfasis en el baile, con el animador Kenichi Ueda creando sus animaciones a mano después de estudiar los movimientos de las bailarinas. Ella tiene la voz de Jennifer Hale.
Vanessa fue en general bien recibida, con muchos elogios tanto por su atractivo sexual como por su movimiento constante. Varios medios la compararon con personajes como Lara Croft o Samus Aran, aunque reconocieron que se vio obstaculizada debido a la exclusividad de P.N.03 en Gamecube. Retrospectives culpó además a la jugabilidad mal recibida del título como un peso para ella y argumentó que en cualquier otro título el personaje se habría vuelto icónico. A pesar de esto, también se ha argumentado que esa misma jugabilidad es en parte la razón por la que ella también es considerada, debido al elemento humano del personaje.

## Concepción y diseño
Al principio del desarrollo de P.N.03, el director del juego Shinji Mikami no estaba satisfecho con el progreso del título. Originalmente llamado «Robot War Game» como marcador de posición, consideraba que el concepto en sí no era el problema, sino el personaje principal. Quería recuperar la simplicidad de los juegos producidos en Famicom, por lo que le pidió a uno de los diseñadores que «le creara un diseño de personaje». Cuando le preguntó a la diseñadora si quería crear un personaje masculino o femenino, ella respondió «¡Mujer!», a lo que Mikami aprobó. A medida que se desarrolló el personaje, Mikami quería que su nombre representara una mezcla de culturas debido a la vida a bordo de una estación espacial en el futuro, con «Vanessa» siendo francés, la «Z» de su segundo nombre alusivo a un nombre británico, y «Schneider» alemán. Mientras tanto, el productor del juego Hiroyuki Koboyashi quería que el personaje fuera una «mercenaria cool y sexy con un exterior duro que oculta su oscuro pasado».
Al principio, se pretendía que el personaje usara armas de fuego tradicionales, algo que Mikami realmente quería incluir en el juego. Sin embargo, no pudieron completar las animaciones de estas armas a tiempo, y sus ataques se cambiaron a rayos de energía que salían de sus manos. Las animaciones de Vanessa no se realizaron mediante captura de movimiento, sino que fueron animadas a mano por Kenichi Ueda. Querían que el personaje peleara como si estuviera bailando, con movimientos que pretendían ser «elegantes y rítmicos». Estas animaciones fueron realizadas por estudiando mucho a bailarinas, con énfasis en los movimientos artísticos. Su animación agachada en particular estaba destinada a parecerse a un jaguar, inspirándose en uno de los primeros títulos del juego debido a lo «flexible y atlética» que Mikami la percibía.
En términos de diseño de personajes, Vanessa es una mujer con cabello castaño corto y gafas de sol naranjas, que viste un ceñido traje blanco y negro que envuelve su cuerpo y se conecta con su columna vertebral. El traje, a su vez, tiene una protuberancia que sobresale de la parte posterior cerca del cuello, donde almacena grandes cantidades de energía que puede dispararse a través de sus guantes. También se puede desbloquear una amplia variedad de trajes de diferentes colores durante el transcurso del juego, cada uno con un ataque de «energía» único. Un traje en particular, Papillon, es un traje negro que deja grandes cantidades de piel expuesta, revelando un tatuaje de mariposa en la parte inferior derecha de su abdomen.
El equipo de desarrollo se encariñó mucho con el personaje mientras creaba el juego, queriendo verla utilizada en proyectos después del lanzamiento de P.N.03. El propio Mikami notó un sentimiento similar, lamentando que se había «adelantado» al crear el juego y la ve como una «mujer adulta independiente» en lo que respecta a su atractivo. Si bien reconoció el énfasis del personaje en el atractivo sexual, sintió que había una distinción entre su diseño y los trabajos de otras compañías como Dead or Alive, y sintió que era importante reconocer la línea entre los enfoques de buen gusto y desagradables del tema. Mientras tanto, Koboyashi durante una presentación del juego en el E3 enfatizó que se había trabajado mucho para hacer que el personaje fuera sexy, concretamente en lo que respecta a sus nalgas, afirmando que debido a que el juego está en perspectiva en tercera persona y su espalda perpetuamente hacia la cámara «por supuesto que tenemos que centrarnos en las partes importantes».

## Apariciones
Como se presentó en P.N.03, Vanessa es una mercenaria independiente que trabaja en planetas colonizados. Un cliente misterioso la contrata para destruir los robots del Sistema Computarizado de Gestión de Armamento (CAMS) que se han vuelto locos. Robots de este tipo habían sido los responsables de matar a los padres de Vanessa. Para combatir los CAMS, Vanessa usa «trajes Aegis», exoesqueletos mecánicos que se conectan a su columna y le permiten disparar rayos de energía desde sus palmas y realizar poderosos ataques llamados «impulsos de energía». Después de destruir el núcleo central de CAMS, Vanessa se encuentra con una proyección digital del cliente, cuya apariencia es idéntica a la suya. Ella especula que es un clon del cliente, pero el cliente responde que ninguno de sus recuerdos puede ser real. Vanessa se debate si continuar con su trabajo como mercenaria.
La 30th Anniversary Capcom Character Encyclopedia arrojó más luz sobre la historia del juego, estableciendo que Vanessa es de hecho un clon y que el título del juego, una abreviación de «Producto número 3», es una referencia a ella. A lo largo del juego, el personaje tiene poco diálogo hablado, y cuando lo hace, Jennifer Hale le da voz, quien interpretó a Vanessa con acento teutónico.

## Promoción y recepción
La imagen de Vanessa se utilizó mucho en la promoción de P.N.03, tanto durante su prelanzamiento como en anuncios de página completa posteriores que enfatizaban sus curvas físicas. Cerca del lanzamiento del juego, Capcom lanzó un fondo de pantalla promocional del personaje como parte de su programa de participación en teléfonos móviles. Para el videojuego de 2011 Ultimate Marvel vs. Capcom 3, varias skin para el personaje Jill Valentine se inspiraron directamente en Vanessa, en particular en su traje predeterminado y la variante más oscura de Intera Fusion.
Daniel Etherington en un artículo para BBC News la comparó con personajes como Lara Croft y Samus Aran en términos de personajes femeninos fuertes en los medios y su atractivo. Sin embargo, también señaló que el personaje se vio frenado por el juego en el que aparecía, tanto por su jugabilidad como por su exclusividad para Gamecube, afirmando: «No es que un desarrollador pueda ingeniárselas para crear un ícono, pero existe la posibilidad definitiva de atractivo de culto». Mientras tanto, el libro Dangerous Curves la citó como un ejemplo positivo de heroínas femeninas en los juegos que se estaban volviendo más frecuentes a raíz del éxito de Lara Croft. Edge elogió al personaje como «uno de los personajes más atrevidos que han surgido en algún tiempo», y señaló que si bien el personaje mostraba poca personalidad, el énfasis en su baile le dio a ella y al juego una cantidad significativa de encanto. Kim Hyung-Tae, director creativo del juego Stellar Blade, la citó como inspiración para el «estilo de acción» de la protagonista del juego, Eve. Sin embargo, el personal de Electronic Gaming Monthly fue mucho más crítico, afirmando que el personaje tenía menos en común con Croft que con la serie Gradius de matamarcianos debido a la jugabilidad, y que la falta de variedad en la apariencia del personaje la obstaculizaba, señalando que mientras ella tuvo un buen comienzo debido a que se movía con elegancia y gracia, «un diseño de personaje realmente genial es todo lo que P.N.03 tiene para ofrecer. Los jugadores merecen más».
El personaje ha sido muy elogiado por su atractivo físico y sexual, y Retro Gamer la describió como «una de las heroínas más sexys y pasadas por alto de los videojuegos», agregó que verla era «algo hermoso» y la calificó como una «fuerza sexy de la naturaleza a tener en cuenta». Dave Halverson de la revista Play sugirió que si Kobayashi se había «propuesto crear el personaje femenino de videojuego más bello del mundo, ciertamente lo ha logrado», describiéndola además como «inmensurablemente más elegante que Lara Croft» como personaje y como una «celebración de la forma femenina» que, en su opinión, sólo procedía de los desarrolladores japoneses. Además, dijo que su trasero «se balancea con tanta gracia que roza lo ilegal» y la describió como una «bailarina de la muerte» cuando usa su ataque Energy Drive. Otros miembros del personal de Play agregaron que «la belleza y la gracia mejoradas cibernéticamente de Vanessa Z. Schneider probablemente nunca serán igualadas», nombrándola como uno de los personajes femeninos en los juegos de consola y presentándola en varios números de su publicación Girls of Gaming.
GamesRadar+ en particular también dedicó varios artículos al tema, describiéndola en 2012 como uno de los «personajes nuevos más sexys» de la última década y afirmando que, si bien en su opinión la mayoría de los personajes femeninos fueron diseñados para atraer a un grupo demográfico típicamente masculino, Vanessa entrelazaba «el atractivo sexual y la mecánica general en un cóctel inseparable de arte femenino». También compartieron la comparación de Etherington con Lara Croft y Samus, afirmando que si P.N.03 hubiera sido un juego mejor, el personaje podría haber alcanzado un estatus más icónico para rivalizar con ellos, en lugar de simplemente ser «un eye candy («caramelo para la vista») de los que pudre los dientes». En artículos posteriores describieron su diseño como un cruce entre «la alineación de otoño de Victoria's Secret y la armadura de Iron Man», pero agregaron «ella es absolutamente hermosa [...] uno de los personajes diseñados con más gracia en cualquier juego», y argumentó que Vanessa merecía una oportunidad de triunfar como estrella en un juego mucho mejor.
El análisis de otros elementos de su personaje fue más variado. En un artículo de 2006, Edge elogió la falta de diálogo del personaje y agregó que «las caderas son su vocabulario, y ese hombro arrogante levantado y el golpeteo interminable con el dedo dicen mucho más de lo que el diálogo jamás podría decir», aunque expresó un gran desdén por la voz del personaje en sí, afirmando «Si algún personaje principal alguna vez reforzó la decisión de Gordon Freeman de quedarse mudo, ese es Vanessa Schneider». Además, sintieron que el personaje podría verse como una personificación del estilo implacable del juego a través de su comportamiento frío, pero también de su potencial inmensamente desperdiciado. A pesar de sus entusiastas elogios hacia el personaje, GamesRadar+ reconoció la naturaleza confusa del personaje, afirmando que al final del juego lo único que se sabía con certeza era que «ella puede bailar y disparar a robots». Este sentimiento fue compartido por Josh Hsieh de Insert Credit. Yendo más lejos, la describió como alguien con «las típicas proporciones asignadas a las voluptuosas vixens de los videojuegos, y parada en una postura que hace que la escoliosis parezca sexy», sintiendo que si bien el juego se centraba en el giro de sus senos y nalgas, el atractivo se veía obstaculizado por la presentación. Mientras tanto, Jordan Mammo en un artículo para Unwinnable Weekly elogió a Vanessa, afirmando que si bien en los primeros avances era fácil verla de la misma manera que personajes como Lara Croft debido al énfasis en el atractivo sexual y las armas de fuego entonces presentes, para el último partido «hizo algo mucho más interesante: bailó». En su opinión, esto aportó una chispa creativa al juego, y el énfasis en su baile y las limitaciones de su juego ayudaron a ilustrar la historia de Mikami sobre el ser humano, «enfrentando algo tan frecuentemente frustrante como tener un cuerpo».